# Чентрале Елетрика Енел (Болцано)
Чентрале Елетрика Енел је насеље у Италији у округу Болцано, региону Трентино-Јужни Тирол.
Према процени из 2011. у насељу је живело 26 становника. Насеље се налази на надморској висини од 285 м.